# ヘレナ・アヴ・スヴェーリエ (デンマーク王妃)
ヘレナ・アヴ・スヴェーリエ（スウェーデン語：Helena av Sverige, 1130年代 - 1158年以降）またはエレン（Elin）は、スウェーデン王女でデンマーク王クヌーズ5世の王妃。父はスウェーデン王スヴェルケル1世、母はその最初の妃ヴルフヒルト・ホーコンスドッタとみられる。

## 出自
1146年から1157年にかけて、デンマークはクヌーズ5世とスヴェン3世とで分裂していた。1154年、クヌーズ5世は親類のヴァルデマーと同盟を結び、継父スヴェルケル1世（母リクサがスヴェルケル1世と結婚していた）に支援を求めた。この時にクヌーズ5世はスヴェルケル1世の娘と婚約し、ヴァルデマーはスヴェルケルの継娘ソフィヤと婚約した。クヌーズの婚約者の名は年代記には記されていないが、最近の研究で名はヘレナで、エレンともよばれていたと推測されている。その根拠は『Necrologium Lundense』に「Elena Regina（王妃エレン）」が12月31日に死去したことが記されていることによる。他にこの名のデンマーク王妃がみられないことから、これはスヴェルケルの娘のことであると考えられている。また、この女性はヘレナという名の、スウェーデンおよびデンマークで崇拝されていた半ば伝説的な聖人であるとも考えられている。

## デンマーク王妃
1156年の終わりに、スヴェルケル1世が暗殺され、クヌーズ5世は母リクサを慰めるためスウェーデンを訪れた。そしてクヌーズ5世は帰国する際にスウェーデン王女を王妃とするため連れ帰った。ヘレナはデンマーク王妃となるためスウェーデンを旅立ったが、王妃としての生活は短期間で悲劇的な結末となった。1157年、クヌーズとヴァルデマーはスヴェン3世と和睦するためロスキレで晩餐会を開いた。その晩餐会の途中、スヴェンの家臣がクヌーズとヴァルデマーに襲い掛かり、クヌーズは暗殺され、ヴァルデマーはかろうじて逃げることができた。同年のうちに今度はスヴェン3世が暗殺され、最終的にヴァルデマーが単独のデンマーク王位についた（ヴァルデマー1世）。クヌーズの王妃はロスキレの暗殺事件のあとスウェーデンに戻った。中世の寄進リストの16世紀の写しには、王妃ヘレナがスラカ教区の土地をエステルイェートランドにあるヴレタ修道院に寄進したことが記されており、その後ヘレナは修道女として修道院に入った。このことより、クヌーズの王妃は暗殺事件のすぐ後の1158年ごろに、姉妹インゲヤードが修道院長であったヴレタ修道院に隠棲したと考えられている。